# Västra Kärrstorps församling
Västra Kärrstorps församling var en församling i Lunds stift och i Svedala kommun. Församlingen uppgick 1998 i Törringe-Västra Kärrstorps församling.

## Administrativ historik
Församlingen har medeltida ursprung. Före den 1 januari 1886 (ändring enligt beslut den 17 april 1885) var namnet Kärrstorps församling.
Församlingen utgjorde tidigt ett eget pastorat för att därefter från omkring 1560 till 1 maj 1924 vara moderförsamling i pastoratet (Västra) Kärrstorp och Glostorp. Från 1 maj 1924 till 1980 var församlingen annexförsamling i pastoratet Svedala och Västra Kärrstorp. Från 1980 till 1998 var den annexförsamling i pastoratet Svedala, Börringe, Törringe och Västra Kärrstorp. Församlingen uppgick 1998 i Törringe-Västra Kärrstorps församling.

## Kyrkor
- Västra Kärrstorps kyrka